# Nordijska ženska vaterpolska liga
Nordijska ženska vaterpolska liga, odnosno Nordic Women's Water Polo League
Prva sezona natjecanja bila je 2022.
Prve utakmice prvog izdanja regionalne lige odigrane su 1., 2. i 3. travnja 2022. u Stockholmu.
Radi se o natjecanju za žene unutar Nordijske vaterpolske lige.

## Popis klubova koji su sudjelovali (2022. – )
U zagradi je godina prvog sudjelovanja.
Poredani abecedno prvo po sjedištu kluba pa zatim po nazivu, preskačući oznaku vrste kluba.
ugašeni klubovi
Danska
- Tommerup Svømmeklub, Tommerup (2022.)

Finska
- Cetus Espoo / Cetus vesipallo, Espoo (2022.)
- Turun Uimarit, Turku (2022.)

Švedska
- Järfälla Vattenpolo, Järfälla (2022.)
- LUGI Water Polo, Lund (2022.)
- SPIF Vattenpolo, Stockholm (2022.)

## Izdanja
| Lokacija završnog turnira | Godina | Broj država | Broj klubova | Broj klubova | Prvaci | rez. | #2 | #3            | #4            | #1 nakon osnovnog dijela | Ref               |
| Lokacija završnog turnira | Godina | Broj država | liga         | doigr.       | Prvaci | rez. | #2 | polufinalisti | polufinalisti | #1 nakon osnovnog dijela | Ref               |
| ------------------------- | ------ | ----------- | ------------ | ------------ | ------ | ---- | -- | ------------- | ------------- | ------------------------ | ----------------- |
| Espoo                     | 2022.  | 3           | 6            | 6            |        |      |    |               |               | grupe A i B              | [ 6 ] [ 7 ] [ 8 ] |

## Vanjske poveznice
- NWPL